# Ozerne (obwód czernihowski)
Ozerne (ukr. Озерне) – wieś na Ukrainie, w obwodzie czernihowskim, w rejonie czernihowskim, w hromadzie Kozielec. W 2001 liczyła 351 mieszkańców.